# Казахстанкаспийшельф
Казахстанкаспийшельф Консорциум ОАО «Казахстанкаспийшельф» — многопрофильное сервисное геофизическое предприятие. Создан 13 февраля 1993 года как специализированная государственная компания. С 1996 года организационно-правовая форма — акционерное общество. Основные цели: разведка нефтегазовых месторождений в казахстанской части Каспийского море, выполнение нефтяных операций; исследование биозапасов и источников минералов, ресурсов региона, эффективное освоение месторождений казахстанской части Каспийского шельфа; освоение морских богатств на основе использования современной техники и технологии, мирового опыта иностранных компаний с привлечением инвестиции; экологический мониторинг; всестороннее развитие производств, и социальной инфраструктуры прикаспийского региона. В декабре 1993 года был создан Международный консорциум нефтяных компаний. Штаб-квартира консорциума находится в Алматы, имеются филиалы в гг. Актау и Атыpay. В 1994—1996 годы совместно с компанией «Петро-Альянс-Сервис-Компани ЛТД» создано предприятие «Казгеошельф».